# Kinemathek
Als Kinemathek (auch: Cinemathek) bezeichnet man
- eine Sammlung wissenschaftlicher oder künstlerisch wertvoller Filme (Filmarchiv; auch: Filmothek);
- ein Filmmuseum oder ein Raum oder Gebäude, in dem eine Filmsammlung aufbewahrt wird;
- den organisatorischen Träger dieser Sammlungen oder Museen.

Kinematheken sammeln, restaurieren und verleihen historisch bedeutende Filme, richten Retrospektiven aus, sammeln filmhistorisch relevante Objekte, übernehmen Nachlässe und veranstalten Ausstellungen.
Es gibt auch Kinos, die die Bezeichnung „Kinemathek“ verwenden, obwohl sie im herkömmlichen Sinne keine Filmmuseen oder -archive sind. Diese Bezeichnung wird überwiegend von kommunalen Kinos verwendet, z. B. Kinemathek Karlsruhe und die Cinémathèque in Leipzig.

## Kinematheken in Deutschland
In Deutschland unterstehen Kinematheken auf Grund der Kulturhoheit der Länder i. d. R. der Landespolitik und hängen mit ihren Budgets von der jeweiligen Finanzpolitik ab.
Die wichtigsten deutschen Kinematheken versuchen, ihre Arbeit zweimal jährlich im Koordinierungsrat des Kinematheksverbunds aufeinander abzustimmen und gemeinsame Projekte zu entwickeln.
Mitglieder des Deutschen Kinemathekenverbunds sind:
- Bundesarchiv – Abteilung Filmarchiv (Berlin)
- CineGraph – Hamburgisches Centrum für Filmforschung (Hamburg)
- Deutsche Kinemathek – Museum für Film und Fernsehen (Berlin)
- Deutsches Filminstitut – DIF mit dem Deutschen Filmmuseum (Frankfurt am Main)
- Filmmuseum Düsseldorf (Düsseldorf)
- Filmmuseum München (München)
- Filmmuseum Potsdam (Potsdam)
- Haus des Dokumentarfilms (Stuttgart)

Ständige Gäste sind:
- DEFA-Stiftung (Berlin)
- Friedrich-Wilhelm-Murnau-Stiftung (Wiesbaden)

Weitere Kinematheken in Deutschland sind:
- die Bonner Kinemathek
- die Cinémathèque Leipzig
- die Kinemathek im Ruhrgebiet
- die Kinemathek Karlsruhe

## Geschichte
1935 gründeten Henri Langlois und Georges Franju, um alte Filme zu zeigen, einen Filmclub „Cercle du cinéma“, aus dem 1936 die Cinémathèque française hervorging. Die Idee, dass alte Filme archiviert werden sollten, war damals keineswegs selbstverständlich. Langlois konnte viele Filme und Materialien retten, die die Firmen einfach wegwerfen wollten.
Bereits 1933 war in London das British Film Institute gegründet worden. Ebenso wurde 1935 beim Museum of Modern Art in New York mit der Errichtung der Film Library eine Kinemathek geschaffen. 1938 gründeten Henri Storck, André Thirifays und Pierre Vermeylen die Cinémathèque Royale de Belgique. Im selben Jahr wurde die internationale Vereinigung der Filmarchive, die Fédération Internationale des Archives du Film (FIAF), gegründet.
Am 1. Oktober 1955 wurde das staatliche Filmarchiv (SFA) der DDR gegründet, die Deutsche Kinemathek in Berlin (West) 1963, das österreichische Filmmuseum 1964. 1948 wurden die Cinemateca Portuguesa und die Cinemateca Brasileira, 1981 das New Zealand Film Archive und 1989 die African Film Library in Ouagadougou (Burkina Faso) gegründet.